# Walter Gargano
Walter Alejandro Gargano Guevara (Paysandú, 23 de julio de 1984) es un exfutbolista uruguayo que jugaba como centrocampista.

## Biografía
Es hijo de Walter Gargano y Nancy Guevara, nació en la ciudad de Paysandú, Uruguay, el 24 de julio de 1984. Está casado con la eslovaca Miska Hamsikova, hermana de Marek Hamšík, su compañero durante seis temporadas en el Napoli. La pareja ha tenido tres hijos: Matias, nacido el 7 de mayo de 2010, Thiago, nacido el 7 de abril de 2012, y Iago, nacido el 5 de enero de 2010.

## Trayectoria
Debutó en la Primera División de Uruguay con el Danubio. Con el equipo montevideano ganó dos campeonatos nacionales (2004 y 2006-07).

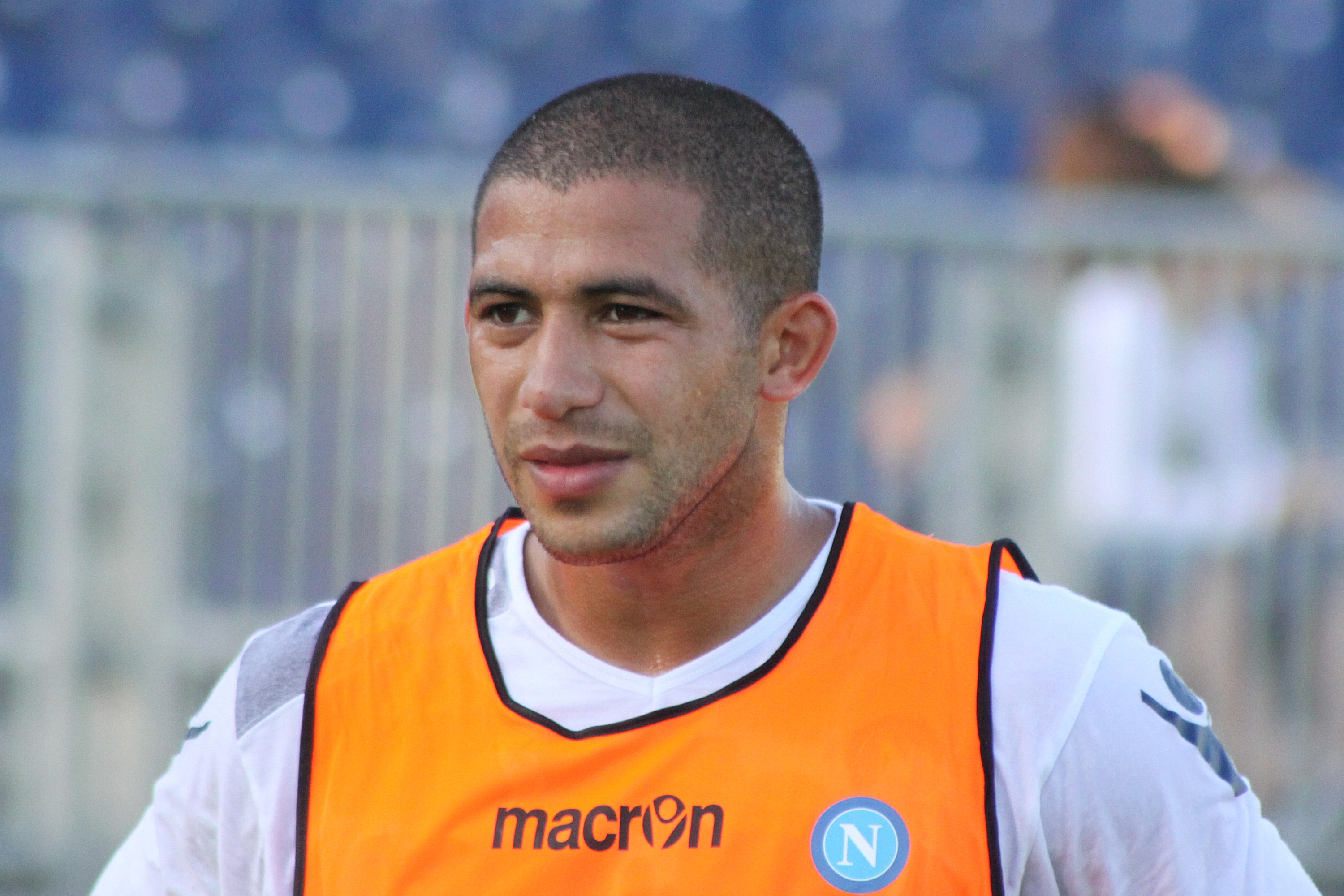
Gargano durante un entrenamiento del Napoli en 2009.

En julio de 2007 firmó por el Napoli italiano. Debutó con la camiseta azzurra el 15 de agosto de 2007 en el partido de Copa Italia contra el Cesena. Su debut en Serie A se produjo el 26 de agosto del mismo año ante el Cagliari en la primera fecha del campeonato italiano. Marcó su primer gol en el Estadio Olímpico contra la Roma. Terminó su primera temporada en Nápoles con 34 presencias y 2 goles.
El 7 de marzo de 2009 sufrió, durante un entrenamiento, una fractura en un pie que lo mantuvo dos meses y medio inactivo. En el transcurso de la temporada 2008/09 se confirmó como titular en el mediocampo partenopeo.

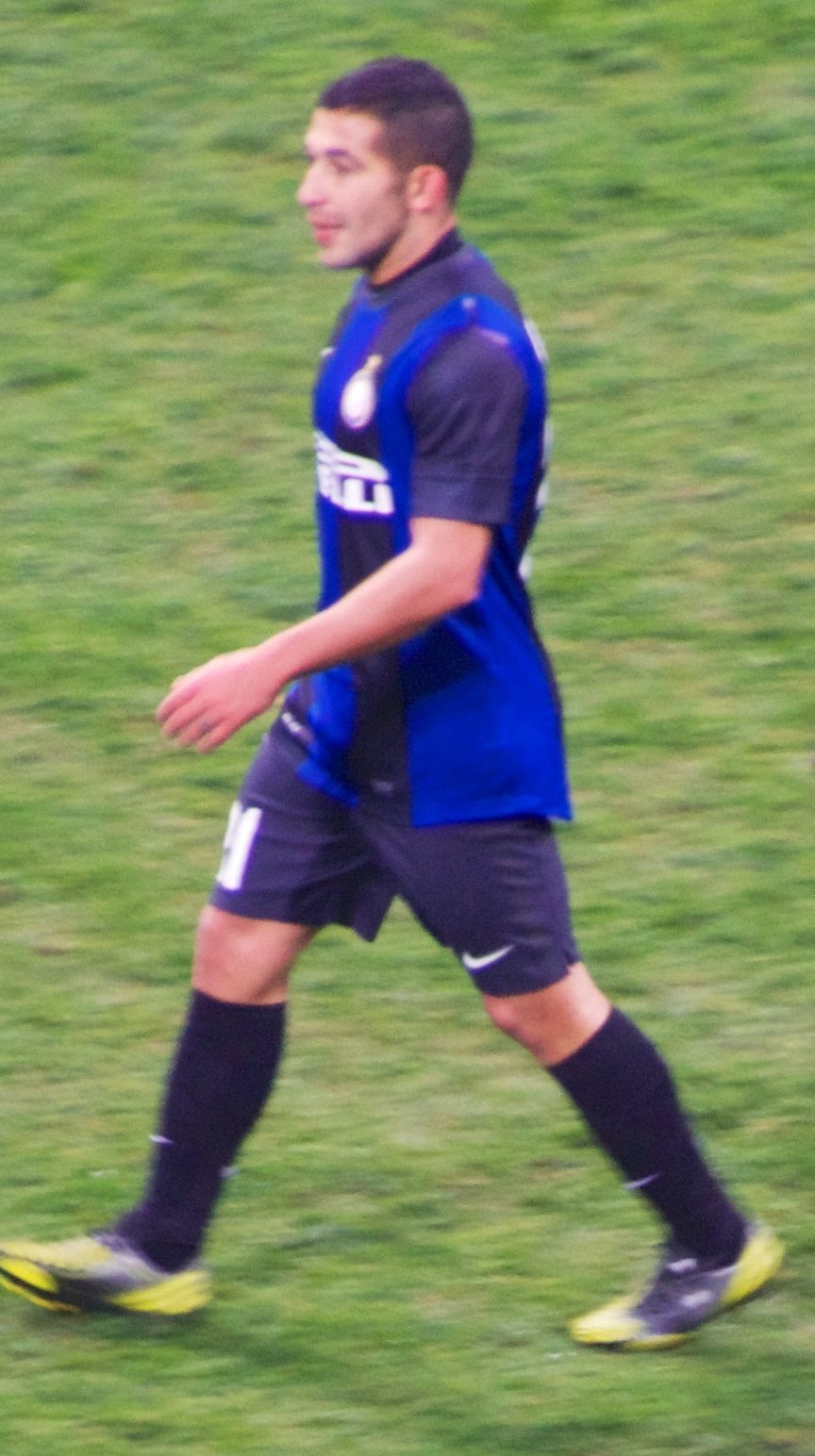
Con el uniforme del Inter de Milán, 2013.

Después de haber ganado la Copa Italia 2012 y haber prolongado su contrato con el Napoli hasta el 2016, el 23 de agosto de 2012 se hizo oficial su préstamo al Inter de Milán: 1,25 millones de euros por un año, aumentable a 5,25 millones para adquirir el pase definitivamente. Debutó como titular el 26 de agosto en un Pescara-Inter 0-3.
Al final de la temporada 2012-2013, el Inter de Milán decidió no hacer efectiva la opción de compra que tenía sobre el jugador, así que este regresó al Napoli para luego ser cedido al Parma F. C. Tras una última temporada en el club napolitano, donde ganó la Supercopa de Italia 2014, en julio de 2015 fichó por el C. F. Monterrey de la Primera División de México. El 20 de julio de 2017 rescindió contrato con Monterrey por no ser tenido en cuenta por el entrenador Antonio Mohamed. El 24 de julio de 2017 firmó contrato durante cuatro temporadas con el Club Atlético Peñarol de Uruguay.
Dejó Peñarol a inicios de 2023 y el 6 de febrero se unió a C. A. River Plate.

## Selección nacional

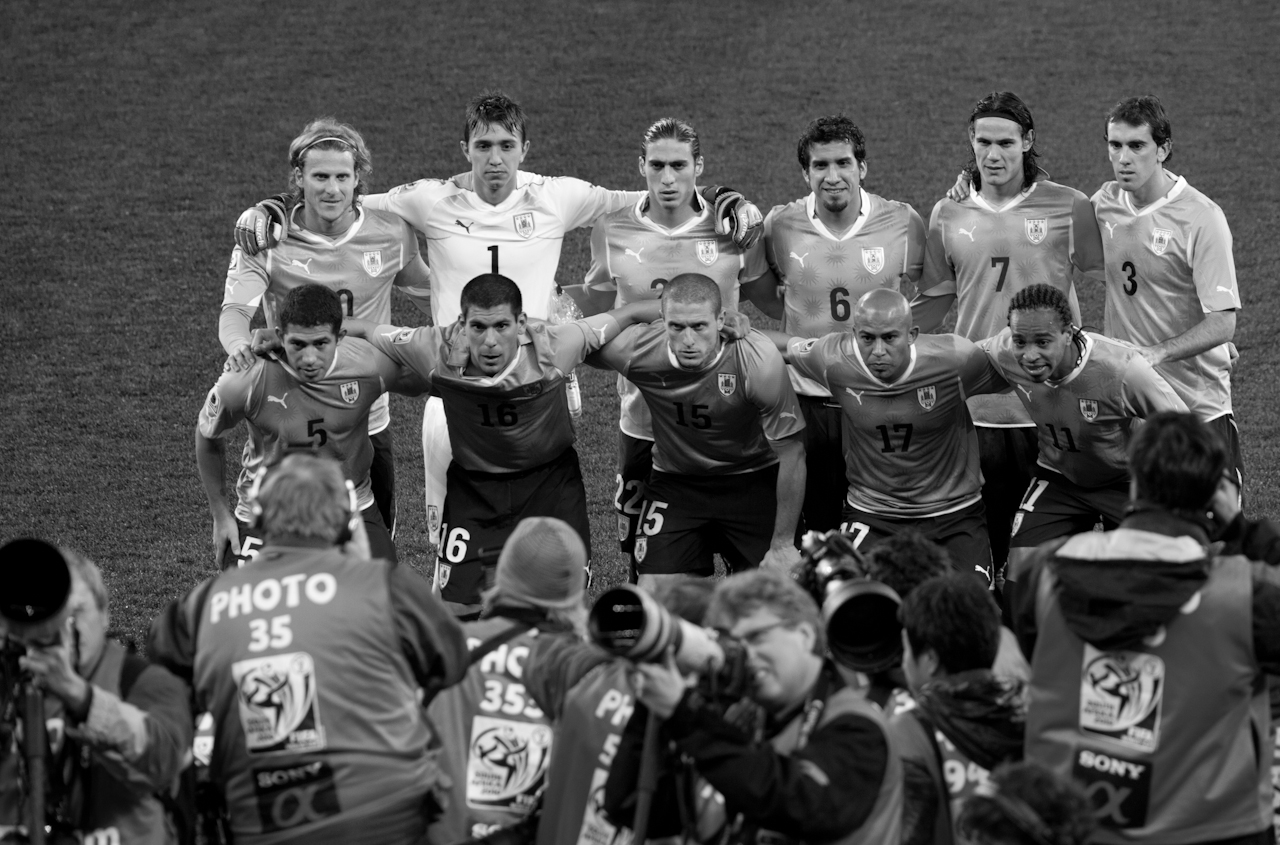
Con una alineación de Uruguay en la Copa Mundial de 2010 (abajo a la izquierda).

Debutó en la selección uruguaya el 30 de mayo de 2006 en un partido amistoso contra la selección de Libia jugado en Túnez. Además de jugar en partidos amistosos, ha participado en la Copa América 2007, en las Eliminatorias Sudamericanas para el Mundial de Sudáfrica 2010, en el Mundial de Sudáfrica 2010, donde Uruguay obtuvo el cuarto puesto; en la Copa América 2011, donde fue campeón Uruguay; y en la Copa FIFA Confederaciones 2013 llevada a cabo en Brasil, obteniendo el cuarto puesto.
El 12 de mayo de 2014 el entrenador de la selección uruguaya, Óscar Washington Tabárez, incluyó a Gargano en la lista provisional de 28 jugadores con los que inició la preparación para la Copa Mundial de Fútbol de 2014. Finalmente fue confirmado en la lista definitiva de 23 jugadores el 31 de mayo.

### Detalle de sus participaciones
| Partidos | Partidos      | Partidos | Partidos   | Partidos                    | Partidos                      | Partidos         | Partidos | Partidos                                                                      |
|          | Rival         | Res.     | Fecha      | Lugar                       | Motivo                        | Entrenador       | Equipo   | Observaciones                                                                 |
| -------- | ------------- | -------- | ---------- | --------------------------- | ----------------------------- | ---------------- | -------- | ----------------------------------------------------------------------------- |
| 1        | Libia         | 2-1      | 30-05-2006 | Túnez                       | Amistoso                      | Óscar W. Tabárez | Danubio  | Ingresó a los 85' por Álvaro González.                                        |
| 2        | Venezuela     | 0-1      | 27-09-2006 | Maracaibo, Venezuela        | Amistoso                      | Óscar W. Tabárez | Danubio  |                                                                               |
| 3        | Venezuela     | 4-0      | 18-10-2006 | Montevideo, Uruguay         | Amistoso                      | Óscar W. Tabárez | Danubio  |                                                                               |
| 4        | Georgia       | 0-2      | 15-11-2006 | Tbilisi, Georgia            | Amistoso                      | Óscar W. Tabárez | Danubio  |                                                                               |
| 5        | Corea del Sur | 2-0      | 25-03-2007 | Seúl, Corea del Sur         | Amistoso                      | Óscar W. Tabárez | Danubio  | Ingresó a los 83' por Pablo García.                                           |
| 6        | Bolivia       | 1-0      | 30-06-2007 | San Cristóbal, Venezuela    | Copa América                  | Óscar W. Tabárez | Danubio  | Ingresó a los 89' por Cristian Rodríguez.                                     |
| 7        | Brasil        | 2-2      | 10-07-2007 | Maracaibo, Venezuela        | Copa América                  | Óscar W. Tabárez | Danubio  | Ingresó a los 74' por Diego Pérez. Ganó Brasil 5-4 en definición por penales. |
| 8        | México        | 1-3      | 14-07-2007 | Caracas, Venezuela          | Copa América                  | Óscar W. Tabárez | Danubio  | Ingresó a los 78' por Pablo García.                                           |
| 9        | Sudáfrica     | 0-0      | 12-09-2007 | Johannesburgo, Sudáfrica    | Amistoso                      | Óscar W. Tabárez | Napoli   |                                                                               |
| 10       | Chile         | 2-2      | 18-11-2007 | Montevideo, Uruguay         | Eliminatorias Copa del Mundo  | Óscar W. Tabárez | Napoli   |                                                                               |
| 11       | Brasil        | 1-2      | 21-11-2007 | San Pablo, Brasil           | Eliminatorias Copa del Mundo  | Óscar W. Tabárez | Napoli   |                                                                               |
| 12       | Colombia      | 2-2      | 06-02-2008 | Montevideo, Uruguay         | Amistoso                      | Óscar W. Tabárez | Napoli   |                                                                               |
| 13       | Turquía       | 3-2      | 25-05-2008 | Bochum, Alemania            | Amistoso                      | Óscar W. Tabárez | Napoli   |                                                                               |
| 14       | Noruega       | 2-2      | 28-05-2008 | Oslo, Noruega               | Amistoso                      | Óscar W. Tabárez | Napoli   | Sustituido a los 72' por Diego Arismendi.                                     |
| 15       | Venezuela     | 1-1      | 14-06-2008 | Montevideo, Uruguay         | Eliminatorias Copa del Mundo  | Óscar W. Tabárez | Napoli   |                                                                               |
| 16       | Perú          | 6-0      | 17-06-2008 | Montevideo, Uruguay         | Eliminatorias Copa del Mundo  | Óscar W. Tabárez | Napoli   |                                                                               |
| 17       | Colombia      | 1-0      | 06-09-2008 | Bogotá, Colombia            | Eliminatorias Copa del Mundo  | Óscar W. Tabárez | Napoli   |                                                                               |
| 18       | Ecuador       | 0-0      | 10-09-2008 | Montevideo, Uruguay         | Eliminatorias Copa del Mundo  | Óscar W. Tabárez | Napoli   | Sustituido a los 46' por Maximiliano Pereira.                                 |
| 19       | Bolivia       | 2-2      | 14-10-2008 | La Paz, Bolivia             | Eliminatorias Copa del Mundo  | Óscar W. Tabárez | Napoli   |                                                                               |
| 20       | Francia       | 0-0      | 19-11-2008 | Saint Denis, Francia        | Amistoso                      | Óscar W. Tabárez | Napoli   |                                                                               |
| 21       | Libia         | 3-2      | 11-02-2009 | Trípoli, Libia              | Amistoso                      | Óscar W. Tabárez | Napoli   |                                                                               |
| 22       | Argelia       | 0-1      | 12-08-2009 | Argel, Argelia              | Amistoso                      | Óscar W. Tabárez | Napoli   |                                                                               |
| 23       | Perú          | 0-1      | 05-09-2009 | Lima, Perú                  | Eliminatorias Copa del Mundo  | Óscar W. Tabárez | Napoli   |                                                                               |
| 24       | Colombia      | 3-1      | 09-09-2009 | Montevideo, Uruguay         | Eliminatorias Copa del Mundo  | Óscar W. Tabárez | Napoli   |                                                                               |
| 25       | Ecuador       | 2-1      | 10-10-2009 | Quito, Ecuador              | Eliminatorias Copa del Mundo  | Óscar W. Tabárez | Napoli   |                                                                               |
| 26       | Argentina     | 0-1      | 14-10-2009 | Montevideo, Uruguay         | Eliminatorias Copa del Mundo  | Óscar W. Tabárez | Napoli   | Sustituido a los 71' por Cristian Rodríguez.                                  |
| 27       | Suiza         | 3-1      | 03-03-2010 | Saint Gall, Suiza           | Amistoso                      | Óscar W. Tabárez | Napoli   | Sustituido a los 62' por Egidio Arévalo Ríos.                                 |
| 28       | Israel        | 4-1      | 26-05-2010 | Montevideo                  | Amistoso                      | Óscar W. Tabárez | Napoli   | Sustituido para el segundo tiempo por Nicolás Lodeiro.                        |
| 29       | Sudáfrica     | 3-0      | 16-06-2010 | Tshwane/Pretoria, Sudáfrica | Copa del Mundo Sudáfrica 2010 | Óscar W. Tabárez | Napoli   | Ingresó en el último minuto del encuentro por Diego Pérez.                    |
| 30       | Países Bajos  | 2-3      | 06-07-2010 | Ciudad del Cabo, Sudáfrica  | Copa del Mundo Sudáfrica 2010 | Óscar W. Tabárez | Napoli   |                                                                               |
| 31       | Alemania      | 2-3      | 10-07-2010 | Puerto Elizabeth, Sudáfrica | Copa del Mundo Sudáfrica 2010 | Óscar W. Tabárez | Napoli   | Ingresó a los 77' por Diego Pérez.                                            |
| 32       | Angola        | 2-0      | 11-08-2010 | Lisboa, Portugal            | Amistoso                      | Juan Verzeri     | Napoli   | Ingresó a los 58' por Diego Pérez.                                            |
| 33       | Indonesia     | 7-1      | 08-10-2010 | Yakarta, Indonesia          | Amistoso                      | Óscar W. Tabárez | Napoli   | Sustituido a los 64' por Álvaro González.                                     |
| 34       | China         | 4-0      | 12-10-2010 | Wuhan, China                | Amistoso                      | Óscar W. Tabárez | Napoli   |                                                                               |

### Resumen
De los 63 partidos en los que participó Walter Gargano, Uruguay ganó 28, empató 14 y perdió 21.
De esos 63, 32 fueron amistosos y 31 oficiales.
Los partidos oficiales fueron:
- 3 por la Copa América 2007.
- 11 por la Eliminatoria para el Mundial de Sudáfrica 2010.
- 3 por la Copa Mundial de 2010.
- 2 por la Copa América 2011.
- 4 por la Copa Confederaciones 2013.
- 8 por la Eliminatoria para el Mundial de Brasil 2014.
- 1 por la Copa Mundial de 2014

#### Participaciones en Copas del Mundo
| Mundial              | Sede      | Resultado        | Partidos | Goles |
| -------------------- | --------- | ---------------- | -------- | ----- |
| Copa Mundial de 2010 | Sudáfrica | Cuarto lugar     | 3        | 0     |
| Copa Mundial de 2014 | Brasil    | Octavos de final | 1        | 0     |

#### Participaciones en Copas Confederaciones
| Copa                      | Sede   | Resultado    | Partidos | Goles |
| ------------------------- | ------ | ------------ | -------- | ----- |
| Copa Confederaciones 2013 | Brasil | Cuarto lugar | 4        | 0     |

#### Participaciones en Copa América
| Copa              | Sede      | Resultado    | Partidos | Goles |
| ----------------- | --------- | ------------ | -------- | ----- |
| Copa América 2007 | Venezuela | Cuarto lugar | 3        | 0     |
| Copa América 2011 | Argentina | Campeón      | 2        | 0     |

## Clubes
| Club                    | País    | Año           |
| ----------------------- | ------- | ------------- |
| Danubio F. C.           | Uruguay | 2003-2007     |
| S. S. C. Napoli         | Italia  | 2007-2012     |
| Inter de Milán (cedido) | Italia  | 2012-2013     |
| Parma F. C. (cedido)    | Italia  | 2013-2014     |
| S. S. C. Napoli         | Italia  | 2014-2015     |
| C. F. Monterrey         | México  | 2015-2017     |
| C. A. Peñarol           | Uruguay | 2017-2023     |
| C. A. River Plate       | Uruguay | 2023          |
| Durazno F.C.            | Uruguay | 2024-presente |

## Palmarés

### Títulos nacionales
| Título                | Club            | País    | Año     |
| --------------------- | --------------- | ------- | ------- |
| Torneo Clasificatorio | Danubio F. C.   | Uruguay | 2004    |
| Torneo Clausura       | Danubio F. C.   | Uruguay | 2004    |
| Campeonato Uruguayo   | Danubio F. C.   | Uruguay | 2004    |
| Torneo Apertura       | Danubio F. C.   | Uruguay | 2006    |
| Torneo Clausura       | Danubio F. C.   | Uruguay | 2007    |
| Campeonato Uruguayo   | Danubio F. C.   | Uruguay | 2006-07 |
| Copa Italia           | S. S. C. Napoli | Italia  | 2011-12 |
| Supercopa de Italia   | S. S. C. Napoli | Italia  | 2014    |
| Torneo Clausura       | C. A. Peñarol   | Uruguay | 2017    |
| Campeonato Uruguayo   | C. A. Peñarol   | Uruguay | 2017    |
| Supercopa Uruguaya    | C. A. Peñarol   | Uruguay | 2018    |
| Torneo Clausura       | C. A. Peñarol   | Uruguay | 2018    |
| Campeonato Uruguayo   | C. A. Peñarol   | Uruguay | 2018    |
| Torneo Apertura       | C. A. Peñarol   | Uruguay | 2019    |
| Torneo Clausura       | C. A. Peñarol   | Uruguay | 2021    |
| Campeonato Uruguayo   | C. A. Peñarol   | Uruguay | 2021    |
| Supercopa Uruguaya    | C. A. Peñarol   | Uruguay | 2022    |

### Títulos internacionales
| Título       | Club (*)             | País      | Año  |
| ------------ | -------------------- | --------- | ---- |
| Copa América | Selección de Uruguay | Argentina | 2011 |

### Distinciones individuales
| Distinción                                                  | Año  |
| ----------------------------------------------------------- | ---- |
| Máximo asistente de la Copa Confederaciones (3 asistencias) | 2013 |
| Once Ideal de la Liga MX Clausura 2016                      | 2016 |
| Jugador destacado de la temporada (AUF)                     | 2018 |